# Rolex Daytona
Il Rolex Cosmograph Daytona è un orologio con movimento meccanico a carica automatica, con funzioni di cronografo da polso e qualifica di cronometro ufficialmente certificato dal COSC.

## Storia

### Prima del Daytona (1930-1960)
Il primo cronografo di casa Rolex di cui si hanno documenti è la ref. 2508 degli anni Trenta, mosso da un movimento Valjoux 22 (uno dei più in voga nel periodo), mentre il Centergraph (ref. 3346) è stato il primo esperimento dell'azienda coronata di realizzare un orologio cronografo con un calibro di manifattura. Ciò portò alla realizzazione di un orologio con tre lancette la cui sfera secondi centrale si muoveva solo quando veniva azionata da un pulsante a ore 2: pertanto era un cronografo che registrava solamente tempi fino a sessanta secondi.
Negli anni Quaranta circa esistevano diversi modelli quali la ref. 2916, la referenza 3529 con cassa di forma quadrata, la ref. 2811, o la ref. 3055 (ribattezzata "Piccolino", per via dei suoi 32 millimetri di diametro), di cui Enzo Ferrari era possessore. Il primo cronografo Rolex dotato di cassa Oyster è il Datocompax ref. 4767 che risale 1947, il quale oltre al cronografo aveva anche la complicazione del calendario (l'orologio è soprannominato "Jean-Claude Killy", dal nome dello sportivo che era solito indossarlo). Il Datocompax cessa la produzione nel 1962, con l'ultima ref. 6236. Ad esso seguirono due referenze, con la sola funzione di cronografo, la 6234 e la 6238 (quest'ultima poi soprannominata "Pre-Daytona" e datata 1961).

### Prima serie (1963-1988)
L'intera prima serie, costituita da numerose referenze tutte a quattro cifre e prodotta in piccole quantità dal 1963 circa alla fine degli anni '80, presenta un movimento a carica manuale, il Valjoux 72, con smistamento cronografico dotato di ruota a colonne, montato all'epoca anche su numerosi altri cronografi da polso coevi. Fu parzialmente rielaborato da Rolex e rinominato come Calibro 722, poi divenuto 727 a seguito di alcune modifiche minori. Il movimento è un elemento essenziale per distinguere la prima serie da quelle successive, poiché saranno solo a carica automatica. Il calibro Valjoux 72 si distingueva dal Valjoux 23 principalmente per la presenza di un terzo subdial (ad ore sei) che fungeva da contatore delle ore, laddove invece il 23 presentava solo due sottocontatori: uno per i secondi continui, a ore nove, ed uno per i minuti cronografici, ad ore 3.
A partire dalla ref. 6239 appare sul quadrante dapprima il nome Cosmograph e, poco tempo dopo, il nome Daytona, a seguito di una prima sponsorizzazione da parte della Maison alla famosa corsa omonima, la 24 Ore di Daytona. Ciò significa che non su tutte le ref. 6239 è possibile trovare la scritta "Daytona". Questa referenza è inoltre il primo modello dotato di ghiera riportante la scala tachimetrica, che fino ad allora era stampata sul rehaut del quadrante, in una posizione più difficile da vedere.  Al tempo erano disponibili solo le versioni in acciaio e oro a 14 e 18 carati. Di questa prima serie si distingue la referenza nota in quanto indossata da Paul Newman durante un suo film, caratterizzata dal presentare la fascia dei minuti e i quadratini cronografici nello stesso colore, in contrasto col resto del quadrante. È proprio per questo motivo che la ref. 6239 è stata ribattezzata dai collezionisti e appassionati "Paul Newman". La ref. 6239 presentava pulsanti cronografici a pompa abbinati a una cassa Oyster e una ghiera in acciaio. Evoluzione del 6239 è stato il 6262 (presentato nel 1969), il primo a presentare le prime differenze del movimento Valjoux, che cambia la propria denominazione da 722 a 727. I primi quadranti detti esotici (in seguito chiamati quadranti "Paul Newman") furono introdotti nel 1965. Non a caso, di questa prima serie si distingue la referenza nota in quanto indossata da Paul Newman durante un suo film, caratterizzata dal presentare la fascia dei minuti e i quadrati cronografici nello stesso colore, in contrasto col resto del quadrante.
Nel 1965, la ref. 6240, fu la prima a introdurre i pulsanti cronografici a vite sul Daytona, caratteristica tutt'oggi tipica del cronografo, i quali soppianteranno definitivamente quelli a pompa a partire dal 1972. Nel 1965 viene anche presentata la ref. 6241. Entrambe queste referenze sostituiscono la ghiera in acciaio della precedente referenza con una in bachelite nera.

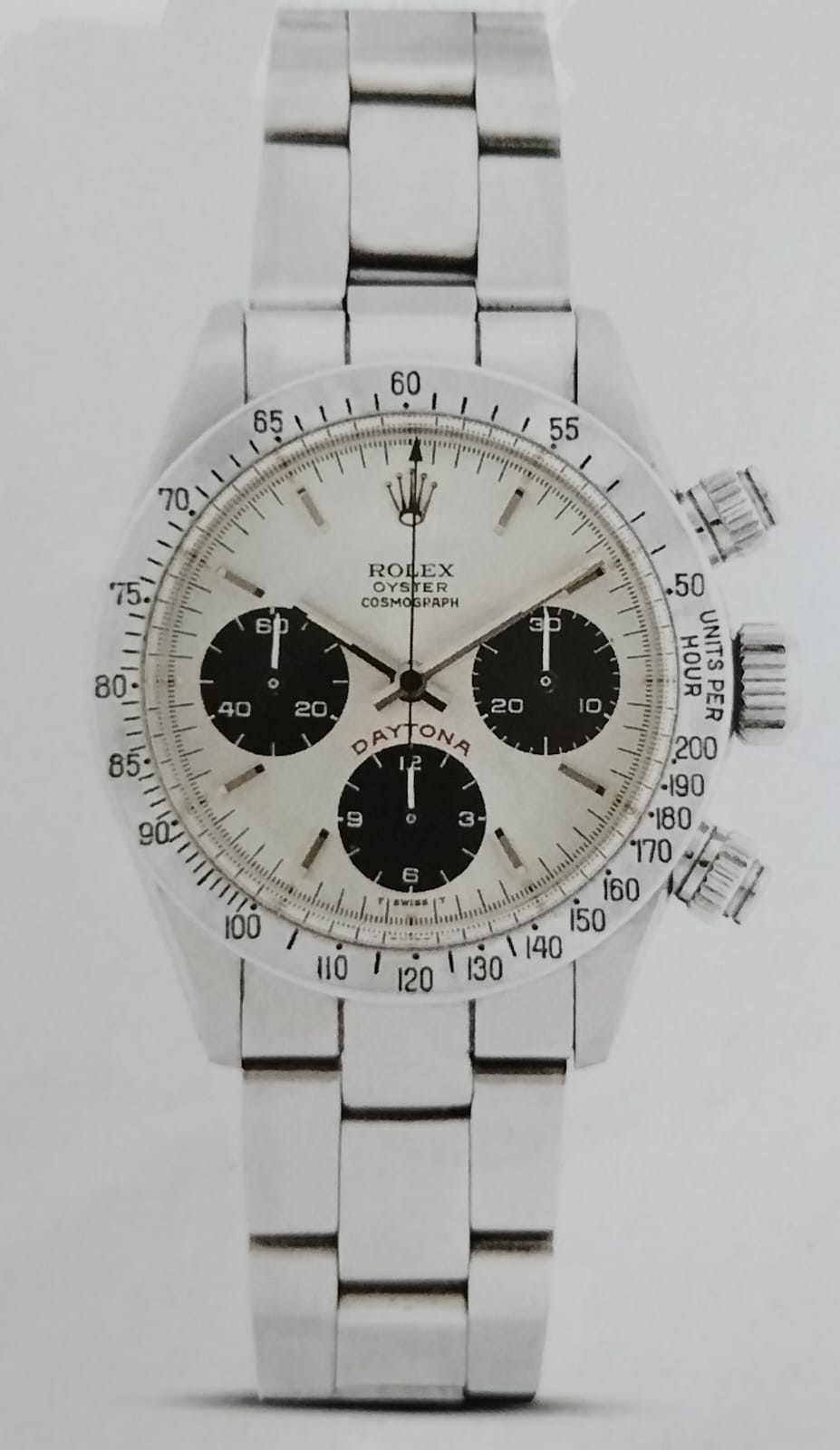
Rolex Daytona ref. 6265, anni Settanta.

Nel 1970-1971 appaiono le nuove referenze 6263 (con ghiera in bachelite) e 6265 (ghiera acciaio), ambedue caratterizzate da scritta Daytona di colore rosso (alcuni modelli hanno la scritta particolarmente grande e per questo chiamati "Big Red" dai collezionisti) e pulsanti a vite. Queste due referenze sono state dismesse solamente nel 1988 con l'avvento della nuova serie Daytona dotata di movimento automatico.
Le reff. 6269 e 6270, estremamente rare, risalgono al 1984 e sono realizzate solamente in materiale pregiato e con la ghiera rivestita di diamanti.
Alcuni modelli interamente in oro giallo con quadrante nero e rehaut color champagne sono stati ribattezzati "John Player Special", per via della somiglianza nell'abbinata di colori con la scuderia di F1 Lotus, che in quel periodo aveva la livrea del colore del noto produttore di sigarette.
Le lancette a bastone di tutti i modelli sono parzialmente rivestite in trizio per consentire la visibilità anche di notte. Esteticamente, tutta la prima serie ha i sottoquadranti in un unico colore che contrasta con il colore del quadrante principale (a differenza della ref. 6238 Pre-Daytona, che manteneva invece un layout monocolore): ecco perché si è soliti parlare di quadranti "panda" e "reverse panda". Tuttavia, sono note rare varianti, dette "albino" del Daytona in cui i colori del sottoquadrante corrispondono al quadrante principale. Un celebre Daytona "Albino" era di proprietà di Eric Clapton.

### Seconda serie (1988-2000)
Rolex ha tardato molto a dotare i propri cronografi di un movimento automatico: sia perché i Daytona a fine anni Sessanta (al momento della diffusione dei primi calibri cronografici automatici) non erano i modelli più ricercati della casa, sia perché non aveva mostrato interesse né al calibro Chronomatic creato dal consorzio omonimo (che raggruppava Breitling, Hamilton, Buren, Heuer-Leonidas e Dubois-Dépraz), né al neonato Zenith El Primero. Inoltre negli anni Settanta con l'avvento dell'orologeria al quarzo gli interessi dei consumatori si erano spostati verso la nuova tecnologia dei movimenti a batteria, trascurando quelli meccanici. Con il passare dei decenni, e con il ritorno ad un interesse verso l'orologeria meccanica tradizionale elvetica, Rolex si rende conto dell'obsolescenza del Daytona dotato solo di carica manuale. Così quando decide di proporre sul mercato il suo nuovo modello lo fa rivoluzionando quello precedente.

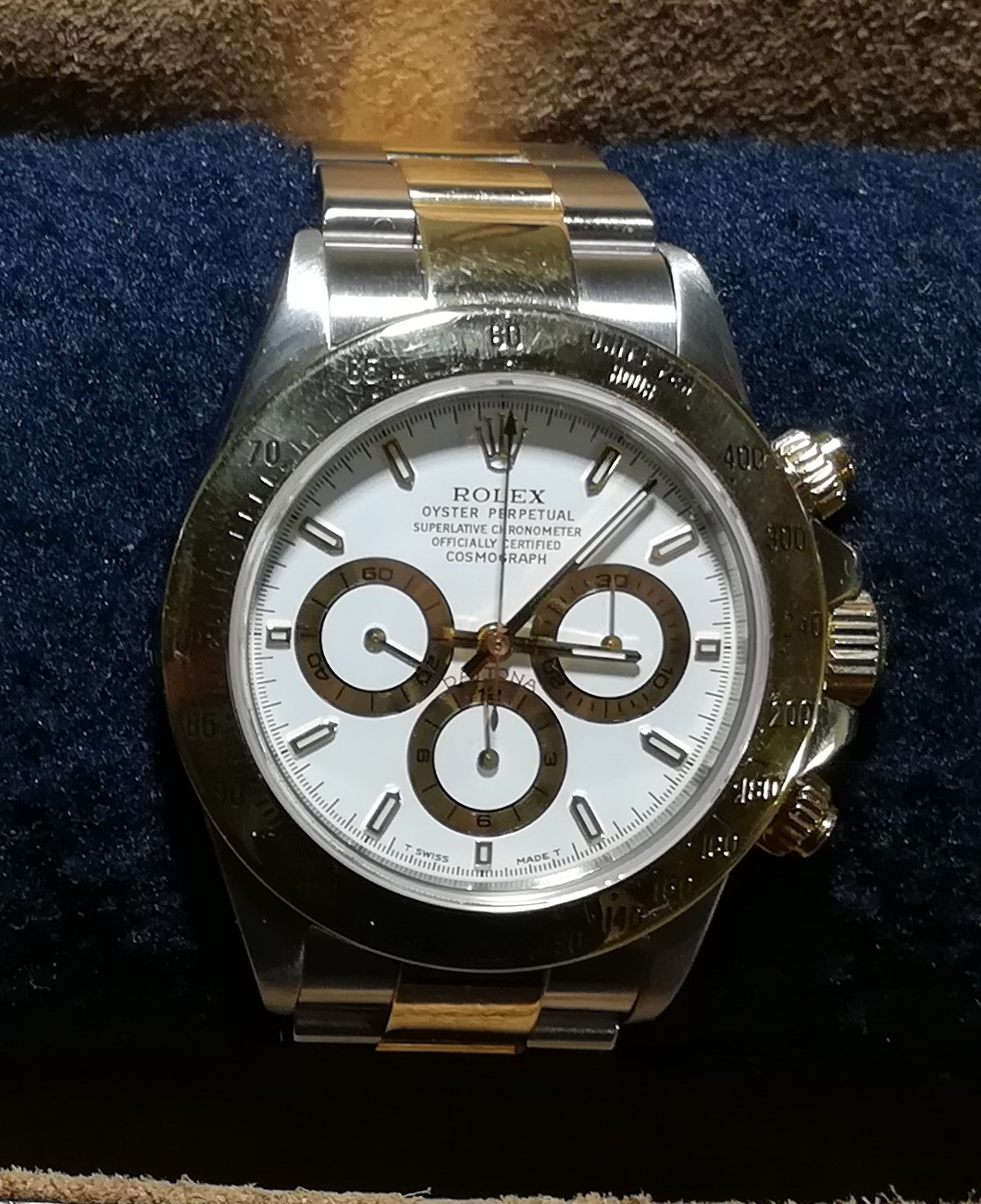
Rolex Daytona oro e acciaio con movimento automatico di derivazione Zenith El Primero, ref. 16523

Infatti nel 1988 il Daytona viene alimentato da un movimento automatico (il modello in acciaio è contraddistinto con la ref. 16520): la base che si decise di utilizzare è quella dello Zenith El Primero 3019 PHC, un movimento raffinato ad alta frequenza (36000 alternanze orarie, pari a 5 Hertz) che ha contribuito a fare la storia di quell'azienda. Rolex modifica in maniera radicale questo movimento, rifinendolo diversamente, riducendone la frequenza a 28800 alternanze orarie (4 Hertz), privandolo del datario e dotandolo della certificazione COSC. Il movimento così modificato viene ribattezzato Rolex 4030. Viene mantenuta la posizione dei subdials con il sottoquadrante a ore 3 destinato all'indicazione dei minuti cronografici, quello a ore 6 per le ore cronografiche e quello al 9 utilizzato come secondina. Un'altra importante soluzione adottata da Rolex è il bilanciere in glucydur con possibilità di effettuare regolazioni sulla marcia dell'orologio. La corona Triplock e i puslanti cronografici a vite (con due guarnizioni, una radiale e l'altra assiale), consentono di garantire l'impermeabilità fino a 100 metri. Quando era stato lanciato, nel novembre 1988, vantava un prezzo di tre milioni e mezzo di lire per la versione in acciaio.
Inoltre cessa la produzione del modello a 14 carati, soppiantato dalla versione in acciaio ed oro (ref. 16523), maggiormente in linea con la moda e i gusti del periodo. La garanzia d'impermeabilità venne portata a 10 atmosfere. Prosegue invece la produzione del modello in oro 18 carati, ref. 16528.

Alcuni modelli in acciaio (ref. 16520) hanno presentato un viraggio nel colore dei subdials. Questa caratteristica è stata notata per la prima volta dall'esperto battitore d'asta Osvaldo Patrizzi, ragion per cui questi quadranti sono stati ribattezzati "quadranti Patrizzi". Altra peculiarità di alcuni modelli della seconda serie sono i quadranti cosiddetti "inverted six" (in italiano "sei invertito"): nel subdial a ore 6, preposto alla visualizzazione delle ore cronografiche, il numero 6 è stato posizionato al contrario, risultando graficamente come se fosse un 9.

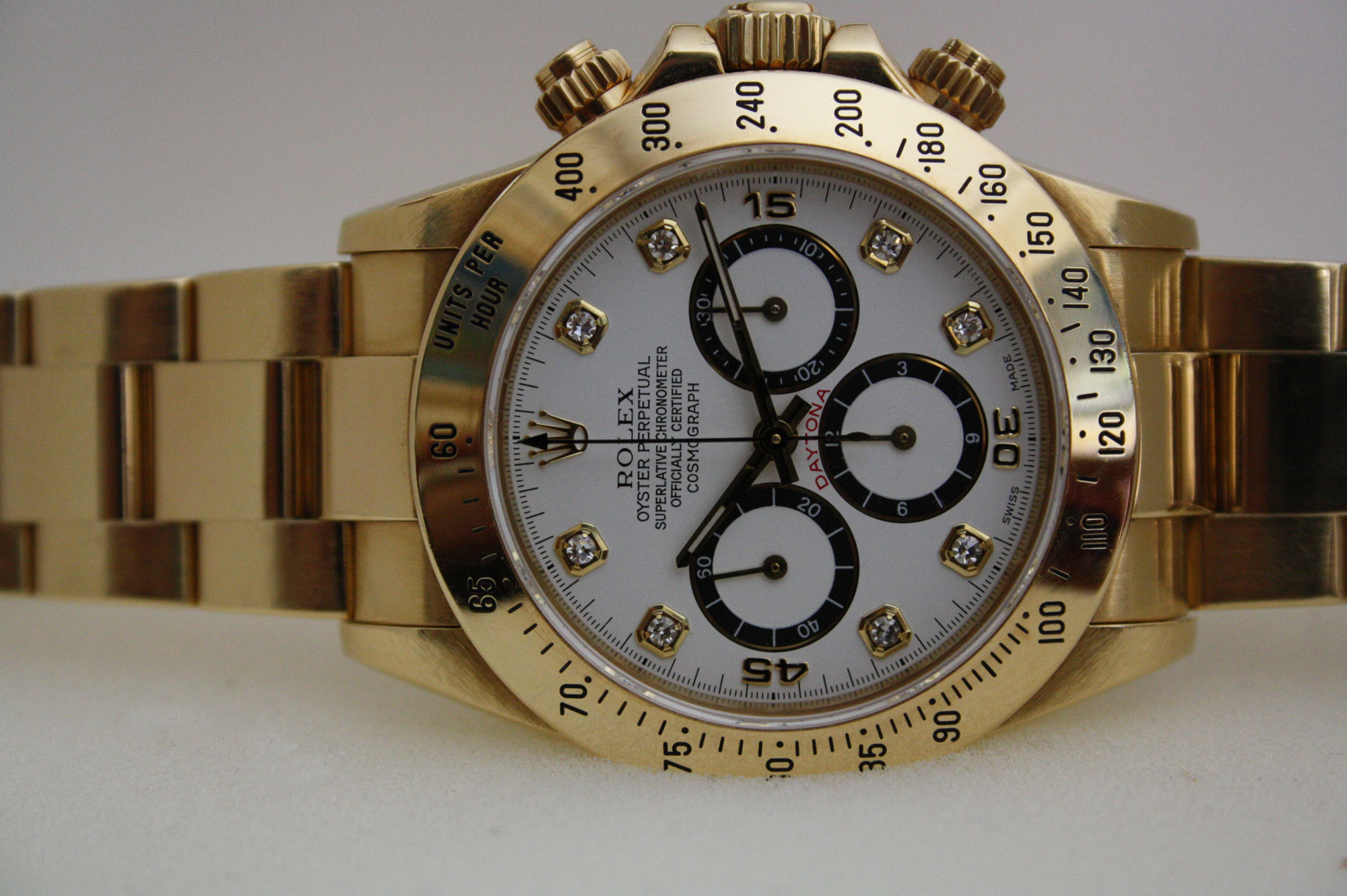
Rolex Daytona ref.16528 in oro giallo, con quadrante "inverted six".

La seconda serie utilizza un vetro zaffiro al posto dell'esalite (plexiglas) e il diametro della cassa è portato a 40 mm. I quadranti sono lucidi, con i subdials cronografici dello stesso colore del principale, con un anello esterno in colore contrastante. Il numero di referenza è portato a cinque cifre, per distinguerla da quella della prima serie. La seconda serie è l'unica dotata di 5 cifre e l'ultima a montare integralmente la lunetta o in acciaio o in oro, oltre ad essere l'ultima a essere dotata di materiale luminescente al trizio su indici e sfere.
Nel 1992 viene presentata la ref. 16518, il primo Daytona con numeri arabi sul quadrante.

### Terza serie (2000-2023)
Nel 2000 Rolex ha sostituito il movimento Zenith con un movimento interamente di propria progettazione, il Rolex calibro 4130. Viene così introdotta la terza serie del Daytona, che presenta nuove referenze a sei cifre (la versione in acciaio è la ref. 116520).

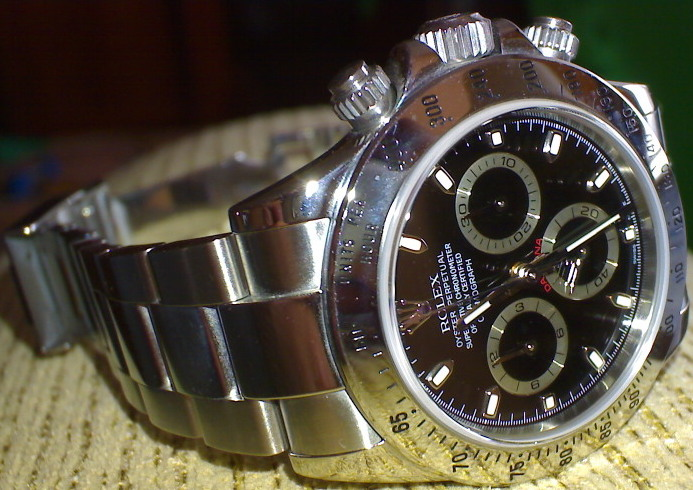
Rolex Daytona ref. 116520 in acciaio, prima referenza a sei cifre con movimento automatico realizzato interamente da Rolex.

Esternamente, la terza serie è riconoscibile dal quadrante: i due quadranti cronografici alle ore 3 e 9 sono leggermente al di sopra della linea tracciata tra gli indicatori delle ore 3 e 9, e il quadrante dei secondi continui è stato spostato a ore 6. Contestualmente il trizio per la marcatura di indici e lancette è sostituito dal Superluminova, e dal 2008 con il materiale fotoluminescente proprietario Chromalight, che in condizioni di scarsa luminosità assume una colorazione azzurra.
Altre novità sono il ritorno dei subdials interamente con colori in contrasto con il quadrante principale per alcuni modelli realizzati in materiale pregiato (platino, oro bianco, oro giallo, oro rosa), l'introduzione del cinturino Oysterflex in caucciù e la possibilità di scegliere, in alternativa agli indici a bastoncino tradizionali, il quadrante con i numeri arabi, ribattezzato "quadrante racing". All'interno della grande offerta in termini di quadranti, è anche possibile trovarne alcuni in madreperla e altri in meteorite.

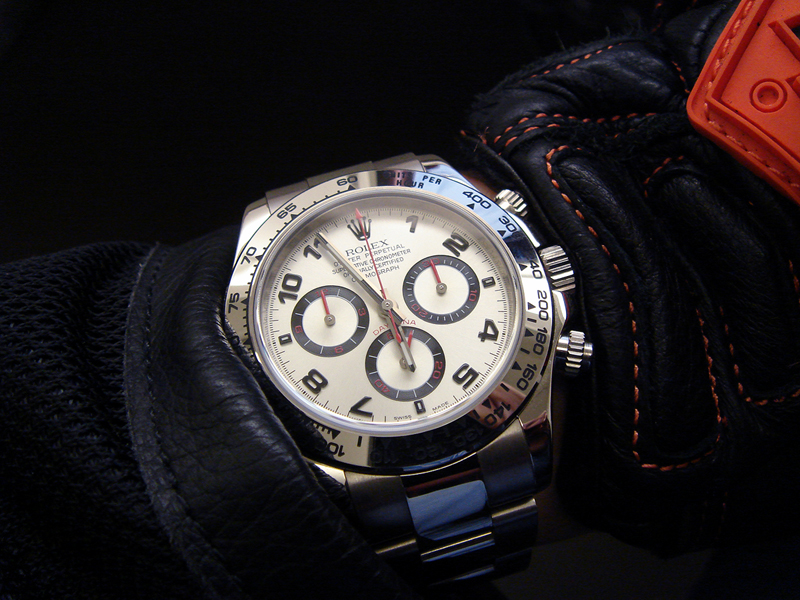
Rolex Daytona in oro bianco con quadrante racing, ref. 116509.

Dal 2008 è stato introdotto l'Everose sul Daytona, ovvero una lega proprietaria di Rolex realizzata per il 75% in oro rosa e il 25% in rame, dal caratteristico colore rosa che, come suggerisce il nome stesso, impedisce al cronografo Daytona Everose di perdere colore con lo scorrere del tempo. Con questa terza serie inoltre la combinazione di acciaio e oro viene ribattezzata Rolesor.
Altra novità di questa terza serie è il modello Daytona cosiddetto "Rainbow", con ghiera rivestita di diamanti colorati.
Nel 2013 è stata introdotta la referenza in platino per celebrare il 50º anniversario della referenza, con quadrante azzurro ghiaccio. Sempre nel 2013 la classica ghiera in acciaio è stata sostituita dalla lunetta in ceramica proprietaria Cerachrom sui modelli in acciaio. Le nuove lunette si distinguono per avere i numeri allineati radialmente. Inoltre la ghiera in Cerachrom è selezionabile a livello opzionale anche nei modelli in materiale pregiato al posto di quella in oro.
Nel 2018 sono stati visti, al polso di diversi ufficiali dell'aviazione russa, dei Daytona in acciaio con una lunetta particolare, decorata con i colori della bandiera russa.

### Quarta serie (2023-)
La quarta serie del Rolex Daytona viene presentata nel 2023 con grande attesa da parte di pubblico e critica e come è lecito aspettarsi da Rolex le modifiche estetiche sono piuttosto contenute (come una ghiera lievemente diversa e meno sporgente), mentre ciò che è nuovo è il movimento, chiamato 4131, che tra l'altro è visibile nella versione in platino grazie all'introduzione di un fondello trasparente (una prima assoluta per il Daytona).
Nel 2023 è inoltre stato presentato anche il Daytona commemorativo per il centesimo anniversario della 24 ore di LeMans, di cui Rolex è sponsor e cronometrista ufficiale: il modello, in oro bianco e con fondello a vista, ha quadrante reverse panda, ghiera in Cerachrom nera con il numero 100 in rosso e subdials con indici quadrati che richiamano alcuni quadranti delle vecchie referenze a quattro cifre.

## Descrizione

### Estetica
È caratterizzato nelle referenze moderne da cassa impermeabile, pulsanti cronografici a vite (nelle precedenti a pompa), lunetta nera o in metallo, scala tachimetrica (graduata in un primo momento sino a 200 km/h e poi portata a 400 km/h). Il quadrante, che ha cambiato colore negli anni, ospita i totalizzatori di ore e minuti e il sottoquadrante dei secondi continui. Le lancette, a bastone, sono trattate in modo tale da apparire luminescenti. Oggi la scritta che compare sul quadrante è Oyster Perpetual Cosmograph Daytona Superlative Chronometer Officially Certified.

### Referenze prima serie (1961-1988)
Prima serie dei Rolex Daytona con meccanismi a carica manuale di derivazine Valjoux.
| Numero referenza         | Anno di produzione | Calibro meccanismo | Lunetta   |
| 6238 (aka "Pre-Daytona") | 1961-1967          | 72B, 722           | Acciaio   |
| 6239 (aka "Paul Newman") | 1963-1969          | 72B, 722-1, 722    | Acciaio   |
| 6241                     | 1965-1969          | 722-1, 722         | Bachelite |
| 6240                     | 1965-1969          | 722-1, 722         | Bachelite |
| 6262                     | 1969-1972          | 727                | Acciaio   |
| 6264                     | 1970-1971          | 727                | Bachelite |
| 6263                     | 1971-1988          | 727                | Bachelite |
| 6265                     | 1971-1988          | 727                | Acciaio   |
| 6269                     | metà anni '80      | 727                | Diamanti  |
| 6270                     | metà anni '80      | 727                | Diamanti  |

### Referenze seconda serie (1988-2000)
Prima referenza con movimento automatico (Zenith El Primero modificato)
| Numero referenza | Materiale             | Lunetta    | Quadrante                         |
| ---------------- | --------------------- | ---------- | --------------------------------- |
| 16518            | Oro giallo            | Oro giallo | Bianco con numeri arabi           |
| 16520            | Acciaio               | Acciaio    | Bianco o nero                     |
| 16523            | Acciaio ed oro giallo | Oro giallo | Bianco, nero, champagne           |
| 16528            | Oro giallo            | Oro giallo | Bianco, nero, champagne, diamanti |

### Referenze terza serie (2000-2023)
È disponibile in diversi modelli, che possono essere identificati dal colore del quadrante, dal tipo di metallo utilizzato, e dal tipo di bracciale, il quale può essere in oro bianco in abbinamento ad un quadrante bianco; il bracciale può anche essere, tra l'altro, in acciaio inox abbinato ad un quadrante nero. Il quadrante è nero, i piccoli contatori del cronografo e dei secondi continui sono pure in oro. Prima serie dotata di movimento automatico interamente sviluppato da Rolex.
| Numero referenza                  | Materiale           | Bracciale                  | Lunetta             | Quadrante                                         |
| 116500ln-0001                     | Acciaio Oystersteel | Acciaio Oystersteel        | Cerachrom           | Bianco                                            |
| 116520-0001                       | Acciaio Oystersteel | Acciaio Oystersteel        | Acciaio Oystersteel | Bianco                                            |
| 116500ln-0002                     | Acciaio Oystersteel | Acciaio Oystersteel        | Cerachrom           | Nero                                              |
| 116520-0015                       | Acciaio Oystersteel | Acciaio Oystersteel        | Acciaio Oystersteel | Nero                                              |
| 116520-0016                       | Acciaio Oystersteel | Acciaio Oystersteel        | Acciaio Oystersteel | Bianco                                            |
| 116503-0001                       | Rolesor giallo      | Rolesor giallo             | Oro giallo          | Bianco                                            |
| 116503-0004                       | Rolesor giallo      | Rolesor giallo             | Oro giallo          | Champagne                                         |
| 116503-0006                       | Rolesor giallo      | Rolesor giallo             | Oro giallo          | Champagne con diamanti                            |
| 116503-0007                       | Rolesor giallo      | Rolesor giallo             | Oro giallo          | Madreperla con diamanti                           |
| 116503-0009                       | Rolesor giallo      | Rolesor giallo             | Oro giallo          | Madreperla nera con diamanti, subdials champagne  |
| 116503-0011                       | Rolesor giallo      | Rolesor giallo             | Oro giallo          | Nero con diamanti                                 |
| 116523-0039                       | Rolesor giallo      | Rolesor giallo             | Oro giallo          | Nero                                              |
| 116523-0040                       | Rolesor giallo      | Rolesor giallo             | Oro giallo          | Bianco                                            |
| 116523-0041                       | Rolesor giallo      | Rolesor giallo             | Oro giallo          | Grigio                                            |
| 116523-0042                       | Rolesor giallo      | Rolesor giallo             | Oro giallo          | Champagne                                         |
| 116523-0043                       | Rolesor giallo      | Rolesor giallo             | Oro giallo          | Nero con diamanti                                 |
| 116523-0045                       | Rolesor giallo      | Rolesor giallo             | Oro giallo          | Blu con numeri arabi (racing)                     |
| 116523-0047                       | Rolesor giallo      | Rolesor giallo             | Oro giallo          | Madreperla nera con diamanti, subdials champagne  |
| 116523-0055                       | Rolesor giallo      | Rolesor giallo             | Oro giallo          | Chapmagne con diamanti                            |
| 116523-0057                       | Rolesor giallo      | Rolesor giallo             | Oro giallo          | Bianco con diamanti                               |
| 116508-0001                       | Oro giallo          | Oyster oro giallo          | Oro giallo          | Bianco                                            |
| 116508-0003                       | Oro giallo          | Oyster oro giallo          | Oro giallo          | Champagne                                         |
| 116508-0004                       | Oro giallo          | Oyster oro giallo          | Oro giallo          | Nero                                              |
| 116508-0006                       | Oro giallo          | Oyster oro giallo          | Oro giallo          | Champagne con diamanti                            |
| 116508-0007                       | Oro giallo          | Oyster oro giallo          | Oro giallo          | Madreperla con diamanti                           |
| 116508-0008                       | Oro giallo          | Oyster oro giallo          | Oro giallo          | Nero con diamanti                                 |
| 116508-0009                       | Oro giallo          | Oyster oro giallo          | Oro giallo          | Nero con subdials champagne                       |
| 116508-0011                       | Oro giallo          | Oyster oro giallo          | Oro giallo          | Madreperla nera con subdials champagne            |
| 116508-0013 (aka "John Mayer")    | Oro giallo          | Oyster oro giallo          | Oro giallo          | Verde                                             |
| 116508-0014                       | Oro giallo          | Oyster oro giallo          | Oro giallo          | Champagne subdials neri                           |
| 116508-0015                       | Oro giallo          | Oyster oro giallo          | Oro giallo          | Meteorite subdials neri                           |
| 116508-0016                       | Oro giallo          | Oyster oro giallo          | Oro giallo          | Nero con diamanti                                 |
| 116518-0073                       | Oro giallo          | Cuoio                      | Oro giallo          | Madreperla nera con diamanti                      |
| 116518-0131                       | Oro giallo          | Cuoio                      | Oro giallo          | Champagne                                         |
| 116518ln-0035                     | Oro giallo          | Oysterflex                 | Cerachrom           | Nero                                              |
| 116518ln-0036                     | Oro giallo          | Oysterflex                 | Cerachrom           | Champagne con diamanti                            |
| 116518ln-0037                     | Oro giallo          | Oysterflex                 | Cerachrom           | Madreperla con diamanti                           |
| 116518ln-0038                     | Oro giallo          | Oysterflex                 | Cerachrom           | Nero con diamanti                                 |
| 116518ln-0040                     | Oro giallo          | Oysterflex                 | Cerachrom           | Champagne con subdials neri                       |
| 116518ln-0041                     | Oro giallo          | Oysterflex                 | Cerachrom           | Bianco                                            |
| 116518ln-0042                     | Oro giallo          | Oysterflex                 | Cerachrom           | Champagne                                         |
| 116518ln-0043                     | Oro giallo          | Oysterflex                 | Cerachrom           | Nero                                              |
| 116518ln-0044                     | Oro giallo          | Oysterflex                 | Cerachrom           | Champagne con diamanti                            |
| 116518ln-0045                     | Oro giallo          | Oysterflex                 | Cerachrom           | Madreperla con diamanti                           |
| 116518ln-0047                     | Oro giallo          | Oysterflex                 | Cerachrom           | Nero con subdials champagne                       |
| 116518ln-0048                     | Oro giallo          | Oysterflex                 | Cerachrom           | Champagne con subdials neri                       |
| 116518ln-0078                     | Oro giallo          | Oysterflex                 | Cerachrom           | Nero con diamanti                                 |
| 116588TBR-0003 "Eye of the tiger" | Oro giallo          | Oysterflex                 | Diamanti            | Diamanti "Eye of the tiger"                       |
| 116528-0031                       | Oro giallo          | Oyster oro giallo          | Oro giallo          | Nero con diamanti                                 |
| 116528-0032                       | Oro giallo          | Oyster oro giallo          | Oro giallo          | Madreperla con diamanti                           |
| 116528-0033                       | Oro giallo          | Oyster oro giallo          | Oro giallo          | Champagne con diamanti                            |
| 116528-0034                       | Oro giallo          | Oyster oro giallo          | Oro giallo          | Bianco con diamanti                               |
| 116528-0035                       | Oro giallo          | Oyster oro giallo          | Oro giallo          | Nero                                              |
| 116528-0036                       | Oro giallo          | Oyster oro giallo          | Oro giallo          | Nero con subdials champagne                       |
| 116528-0037                       | Oro giallo          | Oyster oro giallo          | Oro giallo          | Blu con numeri arabi (racing)                     |
| 116528-0038                       | Oro giallo          | Oyster oro giallo          | Oro giallo          | Bianco con subdials neri                          |
| 116528-0039                       | Oro giallo          | Oyster oro giallo          | Oro giallo          | Madreperla nera con diamanti e subdials champagne |
| 116528-0041                       | Oro giallo          | Oyster oro giallo          | Oro giallo          | Champagne con subdials neri                       |
| 116528-0044                       | Oro giallo          | Oyster oro giallo          | Oro giallo          | Grigio                                            |
| 116528-0045                       | Oro giallo          | Oyster oro giallo          | Oro giallo          | Champagne                                         |
| 116509-0036                       | Oro bianco          | Oyster oro bianco          | Oro bianco          | Nero con numeri arabi (racing)                    |
| 116509-0044                       | Oro bianco          | Oyster oro bianco          | Oro bianco          | Madreperla nera con subdials madreperla           |
| 116509-0055                       | Oro bianco          | Oyster oro bianco          | Oro bianco          | Nero con diamanti                                 |
| 116509-0064                       | Oro bianco          | Oyster oro bianco          | Oro bianco          | Madreperla con diamanti                           |
| 116509-0072                       | Oro bianco          | Oyster oro bianco          | Oro bianco          | Silver con subdials neri                          |
| 116509-0073                       | Oro bianco          | Oysrter oro bianco         | Oro bianco          | Meteorite con subdials neri                       |
| 116519-0163                       | Oro bianco          | Cuoio                      | Oro bianco          | Ardesia                                           |
| 116519-0195                       | Oro bianco          | Cuoio                      | Oro bianco          | Meteorite                                         |
| 116519ln-0023                     | Oro bianco          | Oysterflex                 | Cerachrom           | Madreperla con diamanti                           |
| 116519ln-0024                     | Oro bianco          | Oysterflex                 | Cerachrom           | Silver con subdials neri                          |
| 116519ln-0025                     | Oro bianco          | Oysterflex                 | Cerachrom           | Nero con diamanti                                 |
| 116519ln-0026                     | Oro bianco          | Oysterflex                 | Cerachrom           | Madreperla con diamanti                           |
| 116519ln-0027                     | Oro bianco          | Oysterflex                 | Cerachrom           | Silver con subdials neri                          |
| 116519ln-0038                     | Oro bianco          | Oysterflex                 | Cerachrom           | Meteorite                                         |
| 116509-0037                       | Oro bianco          | Oyster oro bianco          | Oro bianco          | Bianco                                            |
| 116509-0071                       | Oro bianco          | Oyster oro bianco          | Oro bianco          | Blu                                               |
| 116515ln-0003                     | Oro Everose         | Cuoio                      | Cerachrom           | Bianco                                            |
| 116515ln-0004                     | Oro Everose         | Cuoio                      | Cerachrom           | Chocolate                                         |
| 116515ln-0008                     | Oro Everose         | Cuoio                      | Cerachrom           | Nero con subdials rosa                            |
| 116515ln-0009                     | Oro Everose         | Cuoio                      | Cerachrom           | Rosa                                              |
| 116515ln-0013                     | Oro Everose         | Oysterflex                 | Cerachrom           | Rosa con subdials neri                            |
| 116515ln-0015                     | Oro Everose         | Oysterflex                 | Cerachrom           | Chocolate con numeri arabi                        |
| 116515ln-0017                     | Oro Everose         | Oysterflex                 | Cerachrom           | Nero con subdials rosa                            |
| 116515ln-0018                     | Oro Everose         | Oysterflex                 | Cerachrom           | Rosa con subdials neri                            |
| 116515ln-0021                     | Oro Everose         | Oysterflex                 | Cerachrom           | Rosa con diamanti                                 |
| 116515ln-0041                     | Oro Everose         | Oysterflex                 | Cerachrom           | Chocolate con subdials neri                       |
| 116515ln-0055                     | Oro Everose         | Oysterflex                 | Cerachrom           | Meteorite                                         |
| 116515ln-0057                     | Oro Everose         | Oysterflex                 | Cerachrom           | Nero con diamanti                                 |
| 116515ln-0059                     | Oro Everose         | Oysterflex                 | Cerachrom           | Rosa con subdials neri                            |
| 116515ln-0061                     | Oro Everose         | Oysterflex                 | Cerachrom           | Rosa con diamanti                                 |
| 116505-0001                       | Oro Everose         | Oyster oro rosa            | Oro Everose         | Bianco                                            |
| 116505-0002                       | Oro Everose         | Oyster oro rosa            | Oro Everose         | Nero                                              |
| 116505-0004                       | Oro Everose         | Oyster oro rosa            | Oro Everose         | Chocolate con numeri arabi                        |
| 116505-0005                       | Oro Everose         | Oyster oro rosa            | Oro Everose         | Avorio                                            |
| 116505-0006                       | Oro Everose         | Oyster oro rosa            | Oro Everose         | Rosa con diamanti                                 |
| 116505-0009                       | Oro Everose         | Oyster oro rosa            | Oro Everose         | Rosa con subdials neri                            |
| 116505-0010                       | Oro Everose         | Oyster oro rosa            | Oro Everose         | Bianco avorio                                     |
| 116505-0012                       | Oro Everose         | Oyster oro rosa            | Oro Everose         | Rosa con diamanti                                 |
| 116505-0013                       | Oro Everose         | Oyster oro rosa            | Oro Everose         | Chocolate con subdials neri                       |
| 116505-0014                       | Oro Everose         | Oyster oro rosa            | Oro Everose         | Meteorite con subdials neri                       |
| 116505-0015                       | Oro Everose         | Oyster oro rosa            | Oro Everose         | Nero con diamanti                                 |
| 116505-0016                       | Oro Everose         | Oyster oro rosa            | Oro Everose         | Rosa con subdials neri                            |
| 116505-0017                       | Oro Everose         | Oyster oro rosa            | Oro Everose         | Rosa con diamanti                                 |
| 116506-0001                       | Platino             | Oyster platino             | Cerachrom           | Azzurro ghiaccio                                  |
| 116506-0002                       | Platino             | Oyster platino             | Cerachrom           | Azzurro ghiaccio con diamanti                     |
| 116595RBOW-0001                   | Oro rosa            | Oyster Oro rosa            | Diamanti colorati   | Nero con diamanti, subdials champagne             |
| 116595RBOW-0002                   | Oro rosa            | Oyster Oro rosa e diamanti | Diamanti colorati   | Diamanti                                          |
| 116598RBOW-0001                   | Oro giallo          | Oyster Oro giallo          | Diamanti colorati   | Nero con diamanti, subdials champagne             |

### Referenze quarta serie (2023-)
| Numero referenza                         | Materiale           | Cinturino           | Lunetta     | Quadrante                              |
| ---------------------------------------- | ------------------- | ------------------- | ----------- | -------------------------------------- |
| 126500ln-0001                            | Acciaio Oystersteel | Acciaio Oystersteel | Cerachrom   | Bianco                                 |
| 126500ln-002                             | Acciaio Oystersteel | Acciaio Oystersteel | Cerachrom   | Nero                                   |
| 126503-0001                              | Rolesor giallo      | Rolesor giallo      | Oro giallo  | Bianco                                 |
| 126503-0002                              | Rolesor giallo      | Rolesor giallo      | Oro giallo  | Nero con diamanti                      |
| 126503-0003                              | Rolesor giallo      | Rolesor giallo      | Oro giallo  | Nero                                   |
| 126503-0004                              | Rolesor giallo      | Rolesor giallo      | Oro giallo  | Champagne                              |
| 126505-0001                              | Oro Everose         | Oro Everose         | Oro Everose | Nero con subdials sundust              |
| 126505-0002                              | Oro Everose         | Oro Everose         | Oro Everose | Nero con diamanti e subdials sundust   |
| 126505-0003                              | Oro Everose         | Oro Everose         | Oro Everose | Sundust con subdials neri              |
| 126515ln-0002                            | Oro Everose         | Oysterflex          | Cerachrom   | Nero con subdials sundust              |
| 126515ln-0004                            | Oro Everose         | Oysterlfex          | Cerachrom   | Nero con diamanti e subdials sundust   |
| 126515ln-0006                            | Oro Everose         | Oysterflex          | Cerachrom   | Sundust con subdials neri              |
| 126508-0001                              | Oro giallo          | Oro giallo          | Oro giallo  | Bianco                                 |
| 126508-0002                              | Oro giallo          | Oro giallo          | Oro giallo  | Nero, subdials champagne, rehaut rosso |
| 126508-0003                              | Oro giallo          | Oro giallo          | Oro giallo  | Nero con diamanti                      |
| 126508-0004                              | Oro giallo          | Oro giallo          | Oro giallo  | Nero                                   |
| 126508-0005                              | Oro giallo          | Oro giallo          | Oro giallo  | Champagne                              |
| 126508-0006                              | Oro giallo          | Oro giallo          | Oro giallo  | Champagne, subdials neri               |
| 126518ln-0002                            | Oro giallo          | Oysterflex          | Cerachrom   | Bianco                                 |
| 126518ln-0004                            | Oro giallo          | Oysterflex          | Cerachrom   | Nero, subdials champagne, rehaut rosso |
| 126518ln-0006                            | Oro giallo          | Oysterflex          | Cerachrom   | Nero con diamanti                      |
| 126518ln-0008                            | Oro giallo          | Oysterflex          | Cerachrom   | Nero                                   |
| 126518ln-0010                            | Oro giallo          | Oysterflex          | Cerachrom   | Champagne                              |
| 126518ln-0012                            | Oro giallo          | Oysterflex          | Cerachrom   | Champagne, subdials neri               |
| 126509-0001                              | Oro bianco          | Oro bianco          | Oro bianco  | Nero, subdials silver                  |
| 126509-0002                              | Oro bianco          | Oro bianco          | Oro bianco  | Nero, subdials silver e diamanti       |
| 126509-0003                              | Oro bianco          | Oro bianco          | Oro bianco  | Silver, subdials neri                  |
| 126519ln-0002                            | Oro bianco          | Oysterflex          | Cerachrom   | Nero, subdials silver                  |
| 126519ln-0004                            | Oro bianco          | Oysterflex          | Cerachrom   | Nero, subdials silver e diamanti       |
| 126519ln-0006                            | Oro bianco          | Oysterflex          | Cerachrom   | Silver, subdials neri                  |
| 126529ln-0001 (LeMans 100th Anniversary) | Oro bianco          | Oro bianco          | Cerachrom   | Nero, subdials bianchi                 |
| 126506-0001                              | Platino             | Platino             | Cerachrom   | Azzurro ghiaccio                       |
| 126506-0002                              | Platino             | Platino             | Cerachrom   | Azzurro ghiaccio con diamanti          |

### Meccanica
Mosso da un calibro Rolex 722 a carica manuale dal 1961 al 1970, è stato poi dotato di un calibro Rolex 727: entrambi sono derivati del Valjoux 72. Quando vennero introdotti i movimenti automatici (a partire dal 1988), venne usato un calibro Rolex 4030, basato sul calibro El Primero, eccellenza della ditta Zenith, che fu sottoposto a modifiche quali la sostituzione di bilanciere e scappamento e la riduzione del numero di alternanze/ora (da 36 000 a 28 800). Il calibro Rolex 4130 (introdotto nel 2000) non si basa invece su calibri Zenith o Valjoux: interamente Rolex, funziona a 28 800 alternanze/ora come il precedente, assicurando una riserva di carica pari a 72 ore. Nel 2023 il calibro di manifattura viene aggiornato e prende il nome di Rolex 4131.

## Soprannomi modelli Daytona
- Daytona "Paul Newman" (ref. 6239)
- Daytona "John Player Special" (oro giallo, quadrante reverse panda, rehaut champagne, lunetta nera, ref. 6241)
- Daytona "Big Red" (reff. 6263 e 6265, scritta "Daytona" in rosso di dimensioni maggiorate)
- Daytona "Desert Eagle" (ref. 6263, con logo degli Emirati Arabi Uniti)
- Daytona "Quadrante Patrizzi" (alcuni Daytona con ref. 16520 i cui sottoquadranti hanno avuto un cambiamento nella colorazione)
- Daytona "John Mayer" (ref. 116508, in oro giallo e quadrante verde)

## Nella cultura di massa
Grazie alla sua produzione limitata e alla crescente popolarità, attualmente il Rolex Cosmograph Daytona in acciaio è considerato un orologio raro e prezioso. Il Daytona tra la fine degli anni ottanta e l'inizio del XXI secolo divenne un vero status symbol, non tanto per la qualità meccanica quanto per essere stato associato a molti personaggi famosi.